# Закс, Шнеер (Сениор)
Сениор Закс (1816, Кейданы Ковенского уезда и губернии — 1892, Париж) — учёный. Из родовитой семьи.

## Биография
Отец Закса, Цемах, занимавший с 1817 г. раввинский пост в Жагорах, обучал своего сына Талмуду и древнееврейскому языку. Закс рано проявил интерес к еврейской литературе; значительное влияние на его дальнейшее умственное развитие имел проживавший в Жагорах Иегошуа Клейн, который снабжал молодого Закса произведениями «гаскалы». Сатиры Эртера произвели на Закса столь сильное впечатление, что его заветной мечтой было поехать в Броды и познакомиться с их автором. В Вильне Закс близко сошелся с M. A. Гинцбургом, а в 1839 году сблизился в Бродах с Эртером, Шорром и другими видными представителями литературы.
В 1840 году появилась (анонимно) в «Israelit. Annalen» Иоста (№ 4—10) первая литературная работа Закса — очерк о культурном состоянии евреев в России (статья была написана по-еврейски и переведена на нем. яз. с рукописи). В Бродах Закс с большим рвением отдался изучению светских наук, но по настоянию родных принужден был в 1841 г. вернуться в Россию. На границе Закс за неимением паспорта был арестован и отправлен в ближайший город Кременец, где пробыл в тюрьме пять месяцев. Выпущенный благодаря хлопотам известного И. Б. Левинзона на свободу, Закс поселился в Россиенах, где подружился с А. Мапу и Л. Мандельштамом. В то время появился ряд работ Закса в «Pirche Zafon», «Zion» и «Annalen». В 1844 году Закс стал слушать в Берлинском университете курс философии у Теллинга и Альтгауза.
Несмотря на крайнюю нужду (за ничтожную плату Закс нередко исполнял обязанности ночного сторожа при покойницкой), Закс успешно занимался научными исследованиями, преимущественно изучением еврейской средневековой философии, и видные ученые, как С. Д. Луцатто, А. Иеллинек, А. Гейгер, Л. Цунц и др., высоко ставили его исключительную эрудицию и пользовались его ценными указаниями. В 1850 г. Закс выпустил сборники «На-Jonah» и «Hatechijah» (по еврейск. религиозной философии; второй выпуск в 1857 г.). Изданный в 1850 г. Л. Цунцом каталог еврейских рукописей Закс снабдил ценными примечаниями. В 1854 г. Закс возобновил прекратившееся за смертью С. Гольденберга научное издание «Kerem Chemed» (т. VIII — в 1854 г., т. IX — в 1856 г.). В 1856 г. Закс стал заведующим библиотекой барона Гинцбурга в Париже. — Плодом его дальнейших исследований являются: «Kanfe Jonah» (добавление к сборнику Ha-Jonah, 1858), «Kikajon Jonah» (литературно-историч. исследования, 1860), «Sefer Tagim» (критич. издание старого мидраша, приписываемого рабби Акибе, 1866), критическое издание избранных стихотворений Соломона ибн-Гебироля (1868). «Chidoth Schelomo ibn Gebirol» (разъяснения загадок Гебироля, в Ozar Hasifrut, IV) и ряд статей в разных изданиях. — В 1886 году был торжественно отпразднован семидесятилетний юбилей Закса, признанного одним из наиболее глубоких знатоков средневековой евр. философии.